# Taranto Calcio 1906 1997-1998
Questa pagina raccoglie le informazioni riguardanti il Taranto Calcio 1906 nelle competizioni ufficiali della stagione 1997-1998.

## Risultati

### Campionato Nazionale Dilettanti

#### Girone di andata
| Arbitro: | Riolo (Crotone) |

|                                       |           |  |
| Dossou 14’ (rig.), 76’ Doria 30’, 56’ | Marcatori |  |

| Arbitro: | Sacco (Civitavecchia) |

|                |           |                |
| Beniduce 45+1’ | Marcatori | 78’ Montervino |

| Castellaneta 14 settembre 1997 3ª giornata | Taranto               | 0 – 0 | Noicattaro | Stadio Antonio De Bellis\| Arbitro: \| Ballanti (Campobasso) \| |
| Arbitro:                                   | Ballanti (Campobasso) |       |            |                                                                 |

| Arbitro: | Giordano (Caltanissetta) |

|             |           |            |
| Stasi 45+1’ | Marcatori | 43’ Dossou |

| Arbitro: | Santucci (Reggio Calabria) |

|                |           |  |
| Montervino 10’ | Marcatori |  |

| Martina Franca 5 ottobre 1997 6ª giornata | Martina         | 0 – 0 | Taranto | Stadio Giuseppe Domenico Tursi\| Arbitro: \| Ioseffi (Siena) \| |
| Arbitro:                                  | Ioseffi (Siena) |       |         |                                                                 |

| Arbitro: | Sperati (Rieti) |

|          |           |               |
| Doria 6’ | Marcatori | 6’ Insanguine |

| Arbitro: | Cannella (Palermo) |

|  |           |              |
|  | Marcatori | 62’ Cangiano |

| Arbitro: | Tomin (Piombino) |

|                |           |          |
| Montervino 80’ | Marcatori | 86’ Peri |

| Lagonegro 26 ottobre 1997 10ª giornata | Lagonegro         | 0 – 0 | Taranto | Stadio G.Rossi\| Arbitro: \| Costantino (Roma) \| |
| Arbitro:                               | Costantino (Roma) |       |         |                                                   |

| Nardò 2 novembre 1997 11ª giornata | Nardò             | 0 – 0 | Taranto | Stadio Giovanni Paolo II (Nardò)\| Arbitro: \| Sunseri (Firenze) \| |
| Arbitro:                           | Sunseri (Firenze) |       |         |                                                                     |

| Castellaneta 9 novembre 1997 12ª giornata | Taranto          | 0 – 0 | Angri | Stadio Antonio De Bellis\| Arbitro: \| Sartini (Pesaro) \| |
| Arbitro:                                  | Sartini (Pesaro) |       |       |                                                            |

| Arbitro: | Rocchi (Orvieto) |

|  |           |                                |
|  | Marcatori | 3’ Doria 78’ Di Mingo 80’ Cosa |

| Castellaneta 19 novembre 1997 14ª giornata | Taranto             | 0 – 0 | Terzigno | Stadio Antonio De Bellis\| Arbitro: \| De Renzis (Pescara) \| |
| Arbitro:                                   | De Renzis (Pescara) |       |          |                                                               |

| Maglie 23 novembre 1997 15ª giornata | Toma Maglie    | 0 – 0 | Taranto | Stadio Antonio Tamborino Frisari\| Arbitro: \| Bifulco (Roma) \| |
| Arbitro:                             | Bifulco (Roma) |       |         |                                                                  |

| Arbitro: | Marti (Modena) |

|                 |           |  |
| Incarbona 90+4’ | Marcatori |  |

| Arbitro: | Palanca (Roma) |

|               |           |            |
| Orlando 45+2’ | Marcatori | 57’ Dossou |

| 14 dicembre 1996 Turno di riposo |  | – |  |  |

| Arbitro: | Giangrande (L'Aquila) |

|           |           |               |
| Pinto 15’ | Marcatori | 85’ Incarbona |

#### Girone di Ritorno
| Arbitro: | Fort (Roma) |

|  |           |              |
|  | Marcatori | 64’ Cangiano |

| Arbitro: | Marcone (Macerata) |

|                          |           |  |
| Bellaccicco 80’ Cosa 88’ | Marcatori |  |

| Arbitro: | Mario Mazzoleni (Bergamo) |

|                             |           |  |
| Caserta 48’ Antonicelli 55’ | Marcatori |  |

| Arbitro: | Giordano (Caltanissetta) |

|            |           |                                       |
| Dossou 70’ | Marcatori | 46’ Drago 66’ De Stefano 90+1’ Spader |

| Arbitro: | Cenni (Imola) |

|             |           |  |
| Pirozzi 78’ | Marcatori |  |

| Arbitro: | Rossi (Arezzo) |

|  |           |            |
|  | Marcatori | 83’ Cometa |

| Arbitro: | Dattilo (Locri) |

|                                   |           |            |
| Cappuccili 88’ (rig.), 91’ (rig.) | Marcatori | 80’ Dossou |

| Arbitro: | Meucci (Tivoli) |

|             |           |  |
| Carocci 49’ | Marcatori |  |

| Arbitro: | Casagrande (Gubbio) |

|             |           |             |
| Capuano 90’ | Marcatori | 64’ Carocci |

| Arbitro: | Marti (Modena) |

|                                                           |           |  |
| Cerminara 39’, 52’ De Tommaso 44’, 58’ Incarbona 48’, 61’ | Marcatori |  |

| Arbitro: | Benedetti (Vicenza) |

|               |           |                 |
| Cerminara 64’ | Marcatori | 44’ Vantaggiato |

| Arbitro: | Sciabarrà (Agrigento) |

|            |           |  |
| Nirolo 51’ | Marcatori |  |

| Arbitro: | Sposato (Cosenza) |

|                                                |           |  |
| Bellacicco 21’ Tataru 52’ (aut.) Cerminara 80’ | Marcatori |  |

| Arbitro: | Camilli (Roma) |

|                                                  |           |                                            |
| Zucaro 2’, 48’ Falanga 45’ (rig.) Vitaglione 49’ | Marcatori | 25’ (rig.) Incarbona 76’ (rig.) Bellacicco |

| Arbitro: | Romeo (Verona) |

|  |           |                       |
|  | Marcatori | 85’ (aut.) De Tommaso |

| Arbitro: | Contini (Cagliari) |

|               |           |                |
| Collina 90+1’ | Marcatori | 13’ Bellacicco |

| Arbitro: | Aiello (Palermo) |

|              |           |  |
| Dossou 90+1’ | Marcatori |  |

| 26 aprile 1998 Turno di riposo |  | – |  |  |

| Arbitro: | Giordano (Caltanissetta) |

|                                           |           |                                                |
| Dossou 51’ Bellacicco 87’ Marzocchi 90+3’ | Marcatori | 24’ Angelastro 62’ (aut.) Marzocchi 65’ Lucino |

### Coppa Italia Dilettanti
Primo Turno
| Arbitro: | Giannoccaro (Lecce) |

|                           |           |  |
| Mingrone 42’ Zammillo 81’ | Marcatori |  |

| Castellaneta 3 settembre 1997 Ritorno | Taranto          | 0 – 3 0-3 a tavolino: L'incontro avrebbe dovuto disputarsi a Castellaneta per l'inagibilità dello stadio Iacovone certificata dal Comune, ma il Taranto non si presentò per protesta. L'arbitro Mancino di Foggia attese i 45 minuti previsti dal regolamento e prese atto dell'assenza della squadra del Taranto. | Martina | Stadio Antonio De Bellis\| Arbitro: \| Mancino (Foggia) \| |
| Arbitro:                              | Mancino (Foggia) | |         |                                                            |